# 崔铣 (唐朝)
崔铣（?—?），恆州井陘（今屬河北）人。唐中宗的驸马。
崔铣为太府卿，娶唐中宗之女定安公主。定安公主开始下嫁王同皎、韦濯，最后下嫁崔铣，开元二十一年（733年）二月，定安公主去世。王同皎子王繇请求母亲与父親合葬。给事中夏侯銛驳奏：“公主义绝王氏，恩成崔室，逝者有知，同皎将拒诸泉”，崔铣也向唐玄宗诉苦，唐玄宗听从。但是夏侯銛贬为泸州都督。

## 家族
崔铣属博陵崔氏的博陵大房。祖父崔行功，秘書少監。父崔晃。
其子信王傅崔鸞。